# Looking Glass
Looking Glass ("mirall observador") o Allalimya Takanin (~1832 - 5 d'octubre de 1877) fou un cap guerrer dels nez percés que dirigí la seva tribu durant la guerra nez percé.
Nascut al voltant de 1823 o 1832, Allalimya Takanin era el fill d'Apash Wyakaikt, cap del grup d'alpowais que els blancs ja anomenaven "mirall" perquè duia una punta de fletxa de sílex o un petit mirall penjat del coll. A la mort del seu pare el gener de 1863, Allalimya Takanin va esdevenir cap dels alpowais i va heretar el sobrenom del seu pare.
Conegut per la seva valentia i lideratge, va lluitar el 1874 al costat dels crows contra els sioux al llarg del riu Yellowstone a Montana.

## Guerra Nez Percé
Malgrat haver-se oposat al Tractat de 1863 en la qual els nez percé havien hagut d'abandonar gran part de les seves terres ancestrals, Looking Glass es va negar a unir-se als indis hostils quan va esclatar la Guerra Nez Percé el juny de 1877. No obstant això, el general Oliver Howard, basant-se en els informes que indicaven que era una amenaça, va donar l'ordre d'arrestar-lo a ell i al seu grup i l'1 de juliol de 1877 dues companyies de cavalleria comandades pel capità Stephen G. Whipple van atacar el campament de Looking Glass. Furiós contra els nord-americans pel que va considerar una traïció, Looking Glass va decidir unir-se als grups de nez percé revoltats.
Looking Glass va aconseguir persuadir els altres caps de nez percé de fugir cap a l'est a través de les muntanyes de Bitterroot. A causa de la seva experiència, Looking Glass era potser el cap guerrer més important dels nez percé, però va perdre el seu prestigi després d'haver-se deixat sorprendre pels nord-americans a la batalla de Big Hole. Les seves esperances de trobar refugi amb els Crows en Montana també va resultar inútil. Els nez percé van decidir llavors refugiar-se al Canadà conjuntament amb el cao sioux hunkpapa Bou Assegut, però el 29 de setembre de 1877 van ser encerclats per l'exèrcit nord-americà a les muntanyes Bear Paw. White Bird i 150 nez percé van aconseguir sortir-se'n, però Looking Glass però Looking Glass va caure mort a causa d'un tret disparat per un explorador xeiene de l'exèrcit dels Estats Units. El famós discurs de rendició que el Chief Joseph va fer el 5 d'octubre, va esmentar la mort de Looking Glass.